# Condado de Searcy
El condado de Searcy (en inglés: Searcy County), fundado en 1838, es un condado del estado estadounidense de Arkansas. En el año 2000 tenía una población de 8261 habitantes con una densidad poblacional de 4,78 personas por km². La sede del condado es Marshall.

## Geografía
Según la Oficina del Censo, el condado tiene un área total de 1733 km² (669,1 mi²), de la cual 1728 km² (667,2 mi²) es tierra y 5 km² (1,9 mi²) es agua.

### Condados adyacentes
- Condado de Marion (norte)
- Condado de Baxter (noreste)
- Condado de Stone (este)
- Condado de Van Buren (sur)
- Condado de Pope (suroeste)
- Condado de Newton (oeste)
- Condado de Boone (noroeste)

### Ciudades y pueblos
- Gilbert
- Leslie
- Marshall
- Pindall
- St. Joe

## Principales carreteras
- U.S. Highway 65
- Carretera 14 de Arkansas
- Carretera 16 de Arkansas
- Carretera 27 de Arkansas
- Carretera 66 de Arkansas
- Carretera 74 de Arkansas